# Paraperga jucunda
Paraperga jucunda – gatunek błonkówki z rodziny Pergidae, jedyny przedstawiciel rodzaju Paraperga.

## Taksonomia
Gatunek ten został opisany w 1882 roku przez Williama Kirby'ego. Jako miejsce typowe podano australijskie miasto Perth. Holotypem była samica.

## Zasięg występowania
Australia, znany ze stanu Australia Zachodnia.